# Limenitis batuna
Limenitis batuna är en fjärilsart som beskrevs av Hans Fruhstorfer 1906. Limenitis batuna ingår i släktet Limenitis och familjen praktfjärilar. Inga underarter finns listade i Catalogue of Life.